# Hochleistungsstanzen
Hochleistungsstanzen ist eine auf hohe Stückzahlen kleiner Bauteile ausgelegte Form des Stanzens, bei welcher auch eine Reihe weiterer Verarbeitungsschritte (Biegen, Abkanten, Prägen, Bördeln usw.) integriert ist. Verarbeitet werden metallische Werkstoffe wie Messing, Edelstahl, Bronze oder Berylliumkupfer, aber auch andere Materialien wie Kunststoffe.
Hochleistungsstanzen arbeiten direkt vom Coil (aufgewickeltes Blechband, bis 3 mm dick) mit bis zu 2000 Hüben pro Minute.
Die Entwicklung und Fertigung der Werkzeuge (Stanz-Biege- oder Folgeverbundwerkzeug) erfordert aufgrund der hohen Hubzahlen und der in die Millionen gehenden Stückzahlen viel Know-how. Die Stanzwerkzeuge werden im Allgemeinen durch Schleifen oder Funkenerodieren aus Hartmetall gefertigt.
Mit dem Hochleistungsstanzen gekoppelt ist oft das selektive Galvanisieren der Oberfläche, um beispielsweise die Kontaktstellen an Steckern zu veredeln. Es wird im Reel-to-Reel Verfahren (Vollband- oder Stanzstreifen) gearbeitet, dadurch kann im Durchlaufbad galvanisiert werden. Als Materialien kommen Gold, Palladium/Nickel, Silber oder auch Zinn und Zinnlegierungen zum Einsatz.
Immer häufiger spielt die Weiterverarbeitung der Stanzteile in die Fertigung von Baugruppen eine Rolle, insbesondere die Kunststoffumspritzung.